# Wolha Chudzienka
Wolha Chudzienka (biał. Вольга Сяргееўна Худзенка ur. 12 maja 1992) – białoruska kajakarka. Dwukrotna medalistka olimpijska.
W 2012 i 2016 zdobyła olimpijski brąz w kajakowej czwórce na dystansie 500 metrów. W 2012 osadę tworzyły również Nadzieja Lapieszka, Iryna Pamiałowa i Maryna Litwinczuk, w 2016 Lapieszka, Marharyta Machniewa i Litwinczuk. Na mistrzostwach świata wywalczyła cztery złote medale, dwa srebrne i pięć brązowych. W 2019 był czterokrotną medalistką igrzysk europejskich. Była wielokrotną medalistką mistrzostw Europy (złoto w K-4 500 m w 2011 i 2015, srebro w 2012 w K-2 200 m, K-2 500 m, K-4 500 m, w 2016 w K-4 500 m, w 2017 w K-1 500 m oraz w 2018 w K-1 500 m i K-4 500 m, brąz w K-2 200 m w 2011 oraz w K-4 500 m w 2013).